# Glockenturm von Saint-Jean

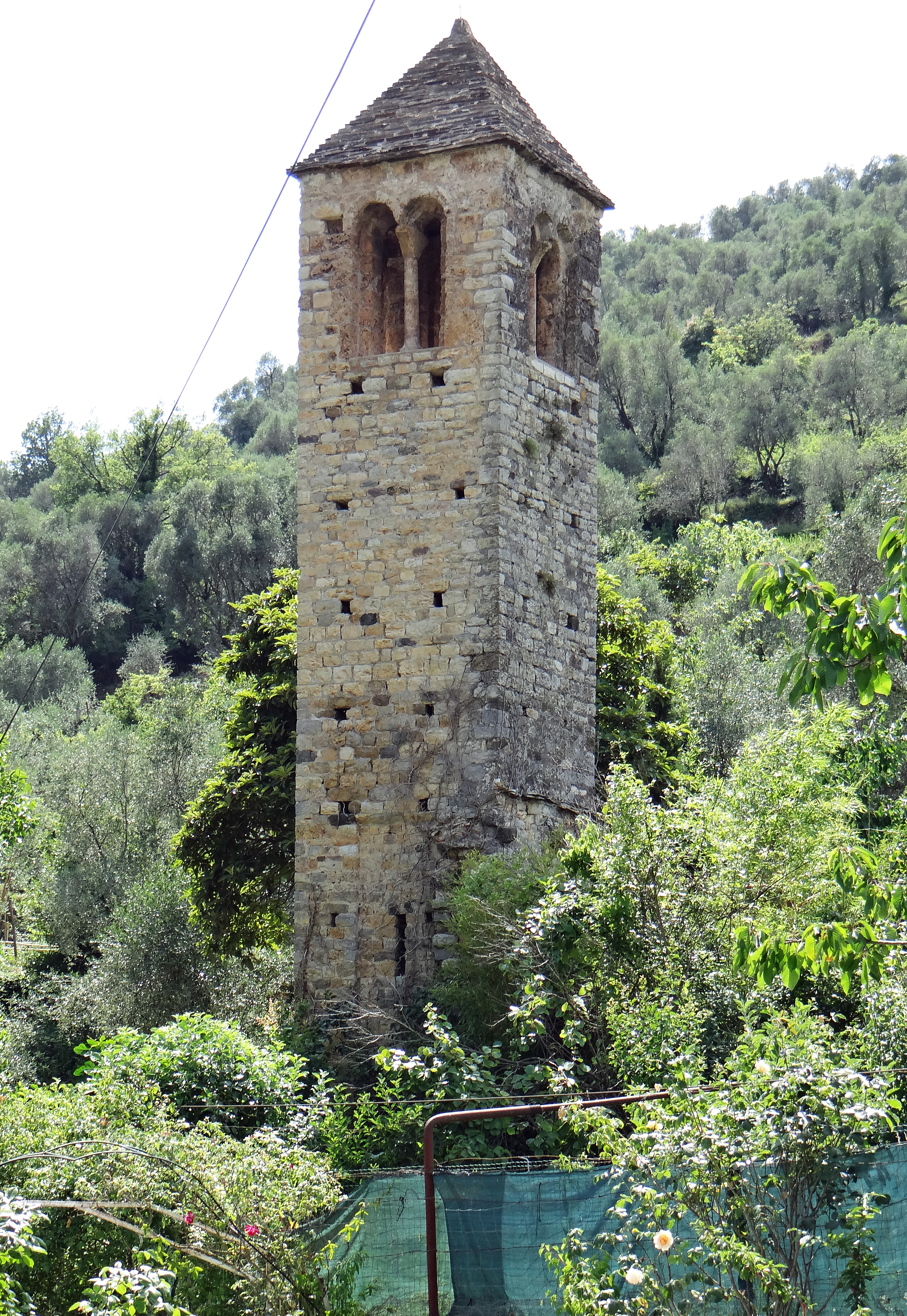
Der Glockenturm von Saint-Jean in Breil-sur-Roya

Der Glockenturm von Saint-Jean in Breil-sur-Roya, einer französischen Gemeinde im Département Alpes-Maritimes der Region Provence-Alpes-Côte d’Azur, wurde im 12. Jahrhundert errichtet. Der Turm ist der einzige Überrest des ehemaligen Benediktiner-Priorats Saint-Jean, das 1707 zerstört wurde.
Im Jahr 1935 wurde der Glockenturm als Monument historique in die Liste der Baudenkmäler (Base Mérimée) in Frankreich aufgenommen.
Der rechteckige Turm aus Hausteinmauerwerk besitzt im obersten Geschoss an allen vier Seiten Zwillingsfenster. Das Dach ist mit Steinplatten gedeckt.